# قانون مجازات مقدمین بر علیه امنیت و استقلال مملکت
قانون مجازات مقدمین بر علیه امنیت و استقلال مملکت که همچنین با نام قانون منع فعالیت‌های اشتراکی یا قانون سیاه نیز شهرت دارد، قانونی بود که در ۲۲ خرداد ۱۳۱۰ به تصویب مجلس شورای ملی ایران (دوره هشتم) رسید.

## پیش‌زمینه
دومین کنگره حزب کمونیست ایران، موسوم به کنگره ارومیه (با این که در اوکراین برگزار شده بود) در پاییز سال ۱۳۰۶ شمسی برگزار شد و در سیطره جناح چپ بود، جناحی که اعضایش شدیداً نسبت به رهبری حزب از سال ۱۳۰۱ منتقد بودند. سلطانزاده در ارزیابی خود نوشت با وجود آزار جدی مطبوعات و سندیکاهای حزب و منحل شدن چندباره سازمان‌های حزب و تلاش‌های حکومت رضاشاه «ما دوام آورده‌ایم… در طی هفت سال گذشته حزب بسیار آموخته‌است، با وجود دوره‌های شکست و شکاف تجربه انقلابی کسب کرده.» در خصوص شاه، نمایندگان کنگره دوم شوروی‌ها را بابت این که نسبت به این «دوست شوروی» دچار یک «دورویی هوشمندانه» شده‌اند به‌طور غیرمستقیم مورد انتقاد قرار دادند و به نرمی آنان را به این خاطر که فریب تظاهر او به «دمکراتیسم دست چپی و جمهوریخواهی» را خورده‌اند سرزنش کردند. «خطاب حزب کمونیست ایران به کارگران ایران» که به تصویب کنگره رسید بیشتر بر محکوم کردن کارشناسان شوروی در مورد ایران که ارزیابی مثبتی از شاه جدید، متمرکز بود تا توضیح سیاست بریتانیا در ایران.
کنگره با تأیید ماهیت کشاورزی اقتصاد ایران، که کارگران صنعتی در آن پرشمار نبودند، بر ضرورت همکاری نزدیک و کار فشرده با دهقانان تأکید کرد. حزب کمونیست با پیگیری این استراتژی قرار شد یک برنامه مفصل «انقلاب ملی» را با دربرگرفتن سه عنصر اجتماعی روستاها، شهرها و ارتش تدوین کند.
کنگره دوم به عنوان تکلیف فوری خود خواهان سرنگونی پادشاهی و برچیده شدن امتیازات ویژه، ایجاد یک «جمهوری مردمی، انقلابی، مستقل و فدراتیو» در ایران؛ مصادره همه املاک بزرگ زمینداران، از جمله زمین‌های خصوصی و وقفی، و نیز املاک خالصه، دیوانی، اربابی، ملی شدن جنگل‌ها، میدان‌های نفتی و تأسیسات شرکت نفت ایران و انگلیس، و لغو همه معاهدات مضر به استقلال ایران شدند. حزب همچنین برنامه داشت یک بانک کشاورزی برای دادن وام‌های کم بهره به دهقانان، یک نظام آبیاری ملی، یک نظام تعاونی برای فراهم کردن امداد مالی به اهل فن و صنایع دستی، احداث یک شبکه راه‌آهن ملی و کمک به عشایر کوچرو به سکونت گزیدن در اقتصاد کشاورزی و دامداری ایجاد کند.
پس از پایان کنگره حزب نیروی جدیدی از خود بروز داد، و به خصوص فعالیت‌های خود را در میان دانشجویان ایرانی در اروپای غربی تشدید کرد، کارزاری برای بازگردانی بحرین به حاکمیت ایران انجام داد، و تلاش کرد حمایت کارگران صنعتی را جذب کند.
به نظر می‌رسد کنگره دوم فعالیت قابل توجهی در میان کارگران برانگیخت، نه تنها در کارخانجاتی که در نیمه دوم دهه ۱۹۲۰ ساخته شده بودند بلکه در صنعت نفت در جنوب که تحت کنترل شدید بود و توسط شرکت نفت ایران و انگلیس اداره می‌شد. در آن صنعت ایرانیان منحصراً برای شغل‌های دون‌پایه استخدام می‌شدند، و مناصب فنی و مدیریتی به ترتیب برای هندی‌ها و بریتانیایی‌ها در نظر گرفته می‌شد؛ بنابراین برای حزب کمونیست دشوار نبود که توده عشایر و دهقانان تحقیر شده و آواره شده را بسیج کند. تلاش‌های بسیج که از ۱۳۰۴–۵ شمسی در خفا شروع شده بود وقتی یک سندیکای مخفی کارگران نفت در سال ۱۳۰۷ برای اعتصاب آماده شد به ثمر رسید. در ۱۱ اردیبهشت ۱۳۰۸ کارگران ایرانی در شرکت نفت ایران و انگلیس اعتصاب کردند، و آرامش صنعتی را که تا آن زمان برقرار بود را برهم زدند. شکایات انباشته شده آنان در این خواسته‌ها ابراز شد: نمایندگی دادن به کارگران، مخصوصاً در مورد بازخرید کارکنان، افزایش حقوق کارگران، روز کاری شش ساعته و تعطیلات با حقوق؛ مسکن سازمانی یا حق اجاره، جایگاه برابر برای کارمندان و فنی کاران ایرانی و هندی، حل و فصل مناقشات بین شرکت و کارکنان ایرانی در دادگاه‌های ایرانی؛ و تحقیق در خصوص همه شکایات توسط پلیس ایران. مقامات ایرانی به درخواست شرکت نفت ایران و انگلیس «بی درنگ و پرتوان» برای پایان دادن به اعتصاب عمل کردند، و با اعزام سربازان به آبادان چهل و پنج تن از رهبران را دستگیر کردند و با اعتصاب کنندگان «با شدت» برخورد کردند. بدین ترتیب با تلاش کنشگران حزب کمونیست عملاً با «تدابیر سرکوبگرانه فرماندار کل» مقابله شد.
کمونیست‌ها به تلاش‌های طولانی و صبورانه خود در میان کارگران ادامه دادند. اعتصاب عمده بعدی در اصفهان در ۱۳۱۰ در کارخانه نساجی وطن که کارگران در آن در شیفت‌های روزانه و شبانه پانزده و نه ساعته کار می‌کردند رخ داد. شرایط کار چنان بد بود که حتی آب آشامیدنی فراهم نمی‌شد، چه رسد به تأسیسات بهداشتی؛ کارگران بابت دیر رسیدن به کار جریمه می‌شدند. این شرایط برای ایجاد یک سندیکا در میان کارگران نساجی «ایده‌آل» بود و کمیته اعتصاب پس از مدت قابل توجهی از آماده‌سازی، در ۱۱ اردیبهشت ۱۳۱۰ تصمیم گرفت سه روز بعد دست از کار بکشد. اهداف آنان آزادی برای فعالیت سندیکای کارگری و ایجاد یک صندوق کمک کارگران، حقوق ماهانه به جای پرداخت مقاطعه ای، روز کاری هشت ساعته با نیم روز استراحت در هفته، برچیده شدن جریمه‌ها و تفتیش فردی، حفاظت معلولیت و حقوق دو برابر برای اضافه کار، عدم کار در تعطیلات ملی و بهبود وضع بهداشتی بد بود. این اعتصاب یک روز به طول انجامید. بیست و پنج کارگر دستگیر و دو ماه زندانی شدند و رهبرشان که از کنشگران حزب کمونیست بود به تبعید داخلی فرستاده شد.
با این که کنشگران حزبی در ایران به خاطر سیاست سرکوب رضاشاه دچار سختی قابل توجهی شدند، تلاش‌های پرتوانی برای جذب نیرو در میان دانشجویانی که حکومت به خارج عمدتاً به فرانسه و آلمان اعزام کرده بود انجام گرفت. بلافاصله پس از کنگره دوم بروشوری مبنی شکل‌گیری حزب جمهوریخواه انقلابی ایران در غرب توزیع شد. مرتضی علوی که از نمایندگان این حزب بود فعالیت‌های کمونیستی در میان دانشجویان ایرانی را رهبری می‌کرد. بسیاری از دانشجویانی که در اروپا جذب شدند از جمله تقی ارانی، ایرج اسکندری، رضا رادمنش، مرتضی یزدی و محمد بهرامی بعدها نقش‌های تعیین‌کننده ای در جنبش کمونیستی در ایران ایفا کردند.
این فعالیت‌های جذب نیرو و توزیع ستاره سرخ ارگان نظری جدید حزب کمونیست ایران، منجر به سازماندهی یک کنفرانس از دانشجویان کمونیست ایرانی در کلن در فوریه ۱۹۳۱ شد. نمایندگان در قطعنامه خود اعلام کردند «معیارهای آزادی و انقلاب به پا داشته شود … از همه قدرت مان برای سرنگونی حکومت دزدان استفاده شود … ایران باید به توده‌های کارگر تعلق داشته باشد.» آنان همچنین خواستار آزادی همه زندانیان سیاسی و برپایی یک جمهوری شدند. بلافاصله پس از آن روزنامه پیکار در برلین با هدف گستراندن پروپاگاندا علیه حکومت پهلوی به خوانندگان گسترده‌تر، غیردانشجو راه اندازی شد. انتشار این دو نشریه خشم رضا شاه را برانگیخت، و او آلمان را به قطع روابط دیپلماتیک و تجارت تا زمانی که این که عوامل مسئول اخراج شوند تهدید کرد. نتیجتاً علوی فوراً به اتریش اخراج شد و انتشار پیکار در آلمان متوقف شد گرچه چند شماره دیگر تحت هدایت او در وین منتشر شد، انتشار آن پس از عزیمت علوی به اتحاد شوروی به کلی متوقف شد. حزب کمونیست ایران علاوه بر دانشجویان، کارگران و دهقانان همچنین سعی کرد اعضای نیروهای مسلح را جذب کند، و به کمونیست‌ها و سمپات‌هایشان توصیه کرد پس از پایان دوره وظیفه در ارتش بمانند. عبدالصمد کامبخش، سرهنگ محمدعلی مبشری و سرهنگ عزت‌الله سیامک از جمله کسانی هستند که در این دوره جذب شدند.
اعتصابات و فعالیت‌ها برای جذب نیرو در میان دانشجویان ایرانی در خارج زنگ خطر را حکومت برای حکومت نسبت به ظهور دوباره جنبش کمونیستی به صدا درآورد و منجر به سختگیری بیشتر در تدابیر سرکوبگرانه شد. حکومت احساس کرد باید قانون ضد کمونیستی را در خرداد ۱۳۱۰ تصویب کند. تلاش‌های کمونیست‌های ایرانی حکومت شوروی که قصد بهبود روابط با تهران داشت را نیز آزرده کرده بود؛ مثلاً با این که به علوی در اتحاد جماهیر شوروی سوسیالیستی پناهندگی داده شده بود او اجازه ادامه انتشار پیکار را نداشت. انتشار ستاره سرخ پس از یک حمله شدید ایدئولوژیک از سوی یکی از مقامات سرویس خارجی شوروی که اعلام کرد آن نشریه به اندازه کافی لنینیست نیست و آن را متهم کرد که در خدمت حزب کمونیست ایران یا کمینترن نیست و یک خط «لیبرال» را دنبال می‌کند متوقف شد.

## مفاد
ماده اول - مرتکبین هر یک از جرمهای ذیل به حبس مجرد از سه تا ده سال محکوم خواهند شد:
۱. هر کس در ایران به هر اسم یا به هر عنوان دسته یا جمعیت یا شعبه جمعیتی تشکیل دهد یا اداره نماید که مرام یا رویه آن ضدیت با سلطنت مشروطه ایران یا رویه یا مرام آن اشتراکی است یا عضو دسته یا جمعیت یا شعبه یا جمعیتی شود که با یکی از مرام یا رویه‌های مزبور در ایران تشکیل شده باشد. ۲. هر ایرانی که عضو دسته یا جمعیت یا شعبه جمعیتی باشد که مرام یا رویه آن ضدیت با سلطنت مشروطه ایران یا مرام یا رویه آن اشتراکی است اگر چه آن دسته یا جمعیت یا شعبه در خارج ایران تشکیل شده باشد.
ماده دوم - هر کس بنحوی از انحاء برای جدا کردن قسمتی از ایران یا برای لطمه وارد آوردن به تمامیت یا استقلال آن اقدام نماید محکوم به حبس مؤبد با اعمال شاقه خواهد شد.
ماده سوم - هر کس خواه با مشارکت خارجی خواه مستقلا بر ضد مملکت ایران مسلحا قیام نماید محکوم به اعدام می‌شود.
ماده چهارم - هر کس عضو دسته یا جمعیت باشد که برای ارتکاب یکی از جنایات مذکور در مواد قبل تشکیل شده و قبل از تعقیب از طرف مأمورین دولتی قصد جنایت و اسامی اشخاصی را که داخل آن دسته و جمعیت بوده‌اند برای دولت یا مأمورین دولتی انشاء نماید از مجازات معاف خواهد بود.
تبصره - مقصود از دسته و جمعیت مذکور در این قانون عده از دو نفر به بالا است.
ماده پنجم - هر کس برای یکی از جرمهای یا مجرمین مذکوره در مواد ۱ و ۲ و ۳ در ایران بنحوی از انحاء تبلیغ نماید و هر ایرانی که بر علیه سلطنت مشروطه ایران یا بر له یکی از جرمها یا مجرمین مذکور در مواد فوق به نحوی از انحاء در خارج از ایران تبلیغ کند محکوم به یک سال تا سه سال حبس تأدیبی خواهد شد.
ماده ششم - اشخاصی که جرمهای مذکوره در مواد ۲ و ۳ را در خارج از ایران مرتکب شوند و ایرانیان مذکور در قسمت اخیر ماده پنجم پس از ورود به خاک ایران تعقیب و مجازات خواهند شد.
ماده هفتم - ماده ۶۰ و ماده ۷۱ قانون مجازات عمومی نسخ و این قانون از اول تیر ماه ۱۳۱۰ بموقع اجراء گذارده می‌شود.

## پیامد
این قانون که متن آن حاوی الفاظ گنگی بود بیان و ترویج ایده‌هایی که مغایر با سیاست‌های رسمی دولت تلقی می‌شدند را محدودتر کرد. تصویب این قانون باعث آسان شدن برخورد با منتقدان رضاشاه شد. به گفته عبدالکریم لاهیجی «تا پیش از سال ۱۳۱۰ که دوران تشکیل دادگستری جدید بود تا حدی ظاهر نظام استبدادی را حفظ می‌کردند. اما به مرور در زمان رضا شاه و در سال‌های اول استبداد، قانون مجازات مقدمین بر علیه امنیت و استقلال مملکت تصویب شد و عملاً متهمان سیاسی با اتهام ضدیت با سلطنت مشروطه و مرام اشتراکی مواجه شدند.» این قانون نتوانست مخالفت‌ها  و اعتراضات کارگری را متوقف کند. اعتراضات دانشجویی در اروپا ادامه یافت. گروه‌های کوچک روشنفکران هر از چند گاه در تهران، تبریز، رشت، اصفهان و قزوین کشف و دستگیر می‌شدند. یک سال بعد اعتصابات راه آهن مازندران را در برگرفت. بازداشت دسته جمعی سازمان سندیکا را از بین برد ولی به آرامی به طور زیرزمینی خود را بازسازی کرد.  با این که بنابر اصل ۷۹ متمم قانون اساسی مشروطه هیئت منصفه باید در دادگاه‌های سیاسی و مطبوعات حاضر باشند، با استناد به قانون مجازات مقدمین دادگاه بعضی از پرونده‌ها مثل پرونده ۵۳ نفر، در سال ۱۳۱۶ در دادگستری و بدون تشکیل هیئت منصفه انجام شد. ارانی در محاکمه خود این قانون را مغایر با حق آزادی بیان در قانون اساسی خواند و استدلال کرد هیچ قانون نمی‌تواند از ورود نظریه‌های غربی چون سوسیالیسم و کمونیسم جلوگیری کند: «اگر می‌خواهید لباس غربی، مد غربی، نهادهای غربی، فناوری غربی، و شیوه زندگی غربی را اختیار کنید باید فلسفه‌های سیاسی غربی را نیز اختیار کنید.» جمعیت پیک سعادت نسوان نیز بر اساس این قانون به خاطر گرایش‌های سوسیالیستی ممنوع شد.
این قانون از عواملی بود که حزب توده خود را کمونیست ننامید. پس از ترور محمدرضا شاه در ۱۵ بهمن سال ۱۳۲۷، حزب توده با استناد به این قانون به عنوان یک سازمان کمونیستی ممنوع شد. بلافاصله پس از کودتای ۲۸ مرداد ۱۳۳۲ با استناد به این قانون مظنونین توده ای بازداشت دسته جمعی شدند. این قانون برای حکومت نظامی‌ای که پس از کودتا روی کار آمد دستاویز فراهم کرد و در بسیاری از پرونده‌های مرتبط با آزادی بیان توسط ارتش به آن استناد شد. همه نشریاتی که از مصدق حمایت کرده بودند، به علاوه همه مطبوعات چپگرا در عرض چند هفته ممنوع شدند، چاپخانه‌هایشان مصادره شد و نویسندگان و دبیرانشان دستگیر یا مجبور به گریختن از کشور شدند.
محمدرضا شاه از این قانون برای سرکوب نه تنها حزب توده، بلکه جبهه ملی و همه احزاب اپوزیسیون استفاده کرد. برای مثال حزب ایران، ستون اصلی جبهه ملی، در سال ۱۹۵۷ بر این اساس که ده سال پیش از آن ائتلافی با جنبش کمونیستی شکل داده بود ممنوع شد. در سال ۱۳۴۹، سیاوش بهزادی دادستان نظامی حکومت محمدرضا شاه پهلوی بر پایه این قانون کنفدراسیون جهانی محصلین و دانشجویان ایرانی را غیرقانونی خواند و اعضای آن را به زندان تهدید کرد.